# Zoltan Sarosy
Zoltan Sarosy (ur. 23 sierpnia 1906 w Budapeszcie, zm. 19 czerwca 2017 w Toronto) – szachista pochodzenia węgierskiego, mieszkający na stałe w Kanadzie.
W szachy zaczął grać w wieku 10 lat w parkach Budapesztu. Grę kontynuował w szkole i podczas pobytu w Wiedniu, gdzie studiował handel międzynarodowy. Po ukończeniu studiów w 1928 powrócił do Budapesztu, gdzie kontynuował szachową karierę. W kolejnych latach wygrał turnieje szachowe w kilku węgierskich miastach, m.in. w Nagykanizsa (w 1929), Peczu (1932) i Budapeszcie (1934). W czasie II wojny światowej, w 1943, wygrał węgierski turniej szachowy w Diósgyőr (dziś część miasta Miszkolc). Po wojnie przebywał w obozie dla uchodźców w Niemczech Zachodnich, skąd w 1948 wyjechał do Francji. W 1950 wyemigrował do Kanady i zamieszkał na stałe w Toronto. Tam rozpoczął grę w szachy korespondencyjne. Trzykrotnie zdobywał tytuł mistrza Kanady w tej dziedzinie (w 1967, 1972 i 1981). W wieku 108 lat nadal aktywnie grał w szachy.
23 sierpnia 2016 ukończył 110 lat, stając się superstulatkiem. Najprawdopodobniej był najstarszym mężczyzną w Kanadzie (w kraju żyły 3 kobiety starsze od niego) i jednym z kilkudziesięciu żyjących mężczyzn na świecie, którzy osiągnęli taki wiek. Jest również jedną z niewielu osób znanych nie tylko ze swojej długowieczności, która dożyła 110 lat. Mieszkał w domu spokojnej starości w Toronto, znajdującym się naprzeciwko High Park.